# Sale delle Langhe
Sale delle Langhe (piemontiul: Sale dle Langhe) település Olaszországban, Piemont régióban, Cuneo megyében. Lakosainak száma 467 fő (2023. január 1.). Sale delle Langhe Camerana, Ceva, Montezemolo, Priero és Sale San Giovanni községekkel határos.

## Népesség
A település lakossága az elmúlt években az alábbi módon változott:
| Lakosok száma | 495  | 519  | 467  |
|               | 2017 | 2018 | 2023 |